# Мурат V
Мурат V (тур. V. Murad; 21. септембар 1840 — 29. август 1904), османски султан 30. мај—31. август 1876. године.
Био је најстарији син султана Абдулмеџида I. Родио се 21. септембра 1840. године у Истанбулу.
Савршено је говорио француски језик и био је засењен либералним идејама. Био је први и једини султан који је постао члан ложе слободних зидара Блиског истока.
Његова кратка владавина трајала је свега 3 месеца услед здравствених проблема са којима се борио. На престолу га је наследио брат, Абдул Хамид II.
Преминуо је 29. августа 1904. године.

## Долазак на престо
Хусеин Авни-паша је 29. маја 1876. године опколио је са војском палату Долмабахче, где је султан боравио, док је морнарица спречавала сваку спољашњу комуникацију преко мора. Истог дана, најстарији Абдулмеџидов син, принц Мурат, кога су министри наводили да поступа против своје воље, примио је њихову заклетву на верност. Владавина Абдул Азиза- једна од најпротивречнијих и најотворенијих према реформама у османској историји-била је завршена. Кроз мање од недељу дана, свргнути султан је пронађен мртав, са пресеченим венама, у својој соби у палати Ферије у Ортакеју, коју му је влада доделила након свргавања.

## Владавина
Интелигентан, образован, отворен према напредним идејама, изгледало је да је Мурат V идеалан владар танзимата. Међутим, још пре ступања на престо он је показивао знакове претеране нервозе. Са прихватањем нових дужности, болест је, ускоро, потпуно обузела његову свест. У драматичној ситуацији у којој се Османско царство налазило, душевно растројство које је манифестовао султан представљало је додатну опасност по земљу. Министри су, 31. августа 1876. године, још једном прибегли поступку свргавања. Мурата V заменио је један од браће, подједнако интелигентан, који је деловао као да има једнако либерална схватања, Абдул Хамид II. Дан 1. септембар означио је почетак његове тридесеттрогодишње владавине.
Владавина Мурата V трајала је само три месеца, али је била пуна немира, обележена посебно погоршањем кризе на Балкану.

## Последице свргавања
Политички немири, изазвани променом владара, нису уопште побољшали ситуацију у европским провинцијама Османског царства. Искористивши несигурне околности, устаници су развијали своје акције. У Бугарској, Херцеговини, Босни, пркосећи османској репресији, покрети побуне били су све жешћи. Убрзо се Висока порта суочила са још озбиљнијим проблемом: да би подржала своју браћу по роду и вери, Србија и Црна Гора су такође почеле да се ангажују на ратном плану. Охрабрене од Русије, две кнежевине потписале су 26. маја савез који би предвиђао нову територијалну поделу у регији у случају победе над Османским царством. Убрзо потом, српски кнез Милан тражио је од Порте да буде постављен на чело Босне, тражећи истом приликом припајање Херцеговине Црној Гори. После увређеног одбијања Истанбула, 2. јула, уследила је званична објава рата.

## Мурат V након свргавања
Након свргавања, здравље Мурата V се поправило на боље. Две године након његовог свргавања, незадовољни млади либерали побунили су се против султана Абдул Хамида II у жељи да врате Мурата V на престо, видевши да Абдул Хамид II жели да влада апсолутистички. Међутим, тај покушај није уродио плодом.
Мурат V је преминуо 29. августа 1904. године.

## Породично стабло
|  |                    |  |  |  |  |  |  |  |  |  |  |  |  |  |  |  |
|  | 2. Абдулмеџид I    |  |  |  |  |  |  |  |  |  |  |  |  |  |  |  |
|  |                    |  |  |  |  |  |  |  |  |  |  |  |  |  |  |  |
|  |                    |  |  |  |  |  |  |  |  |  |  |  |  |  |  |  |
|  | 1. Мурат V         |  |  |  |  |  |  |  |  |  |  |  |  |  |  |  |
|  |                    |  |  |  |  |  |  |  |  |  |  |  |  |  |  |  |
|  |                    |  |  |  |  |  |  |  |  |  |  |  |  |  |  |  |
|  | 3. Şevkefza Sultan |  |  |  |  |  |  |  |  |  |  |  |  |  |  |  |
|  |                    |  |  |  |  |  |  |  |  |  |  |  |  |  |  |  |
|  |                    |  |  |  |  |  |  |  |  |  |  |  |  |  |  |  |